# Кочина Гора
Ко́чина Гора́ — деревня в Раменском муниципальном районе Московской области. Входит в состав сельского поселения Константиновское. Население — 6 чел. (2010).

## Название
В 1577 году упоминается как пустошь, что была деревне Кучина Гора, с конца XVIII века — Кочина Гора. Первая часть названия связана с некалендарным личным именем Куча, вторая часть от расположения на относительно высоком правом берегу реки Нищенки.

## Расположение
Расстояние в километрах по дорогам от Кочиной Горы до следующих населённых пунктов:
- г. Бронницы, городская площадь — 9,550 км.
- г. Москва (до МКАД, через дер. Дьяково, Нижнее Велино) — 43,5 км.

Расположение: На поверхности невысокой дугообразной террасы берега реки Нищенки; Измерительная высота террасы относительно уровня воды в реке — 22,25 м.
Ориентация улицы: восток — запад.

## История
Впервые упоминается в писцовой книге 1577 года. В 1852 году описана следующим образом:

Кочина гора село 2-го стана, Хвощинского Абрама Петровича, Каммер-Юнкера, крестьян 113 душъ м.п., 146 ж., 19 дворов, 49 вёрстъ отъ столицы, 8 отъ уездн. гор., близ «Астраханского тракта»— Указатель селений и жителей уездов Московской губернии. Сост. К. Нистрем, ч. 1 Москва 1852 г., с. 204
В 1926 году деревня входила в Селецкий сельсовет Салтыковской волости Бронницкого уезда Московской губернии.
С 1929 года — населённый пункт в составе Бронницкого района Коломенского округа Московской области. 3 июня 1959 года Бронницкий район был упразднён, деревня передана в Люберецкий район. С 1960 года в составе Раменского района.
До муниципальной реформы 2006 года деревня входила в состав Константиновского сельского округа Раменского района.

## Население
| 1926 | 2002 | 2010 |
| ---- | ---- | ---- |
| 249  | ↘0   | ↗6   |

В 1926 году в деревне проживало 249 человек (89 мужчин, 160 женщин), насчитывалось 57 крестьянских хозяйств. По переписи 2002 года постоянное население в деревне отсутствовало.